# Lijst van nummer 1-hits in Australië in 2011
Deze hits stonden in 2011 op nummer 1 in de ARIA Charts, de bekendste hitlijst in Australië.
| Datum        | Artiest                          | Titel                        |
| ------------ | -------------------------------- | ---------------------------- |
| 2 januari    | Guy Sebastian & Eve              | Who's that girl              |
| 9 januari    | Bruno Mars                       | Grenade                      |
| 16 januari   | Guy Sebastian & Eve              | Who's that girl              |
| 23 januari   | Wynter Gordon                    | Dirty talk                   |
| 30 januari   | Wynter Gordon                    | Dirty talk                   |
| 6 februari   | Wynter Gordon                    | Dirty talk                   |
| 13 februari  | Rihanna                          | S&M                          |
| 20 februari  | Rihanna                          | S&M                          |
| 27 februari  | Lady Gaga                        | Born this way                |
| 6 maart      | Rihanna                          | S&M                          |
| 13 maart     | Rihanna                          | S&M                          |
| 20 maart     | Rihanna                          | S&M                          |
| 27 maart     | Jennifer Lopez & Pitbull         | On the floor                 |
| 3 april      | Jennifer Lopez & Pitbull         | On the floor                 |
| 10 april     | Jennifer Lopez & Pitbull         | On the floor                 |
| 17 april     | Snoop Dogg & David Guetta        | Sweat                        |
| 24 april     | LMFAO, Lauren Bennett & GoonRock | Party rock anthem            |
| 1 mei        | LMFAO, Lauren Bennett & GoonRock | Party rock anthem            |
| 8 mei        | LMFAO, Lauren Bennett & GoonRock | Party rock anthem            |
| 15 mei       | LMFAO, Lauren Bennett & GoonRock | Party rock anthem            |
| 22 mei       | LMFAO, Lauren Bennett & GoonRock | Party rock anthem            |
| 29 mei       | LMFAO, Lauren Bennett & GoonRock | Party rock anthem            |
| 5 juni       | LMFAO, Lauren Bennett & GoonRock | Party rock anthem            |
| 12 juni      | LMFAO, Lauren Bennett & GoonRock | Party rock anthem            |
| 19 juni      | LMFAO, Lauren Bennett & GoonRock | Party rock anthem            |
| 26 juni      | LMFAO, Lauren Bennett & GoonRock | Party rock anthem            |
| 3 juli       | Adele                            | Someone like you             |
| 10 juli      | Adele                            | Someone like you             |
| 17 juli      | Adele                            | Someone like you             |
| 24 juli      | Adele                            | Someone like you             |
| 31 juli      | Adele                            | Someone like you             |
| 7 augustus   | Adele                            | Someone like you             |
| 14 augustus  | Adele                            | Someone like you             |
| 21 augustus  | Gotye & Kimbra                   | Somebody that I used to know |
| 28 augustus  | Gotye & Kimbra                   | Somebody that I used to know |
| 4 september  | Gotye & Kimbra                   | Somebody that I used to know |
| 11 september | Gotye & Kimbra                   | Somebody that I used to know |
| 18 september | Gotye & Kimbra                   | Somebody that I used to know |
| 25 september | Gotye & Kimbra                   | Somebody that I used to know |
| 2 oktober    | Gotye & Kimbra                   | Somebody that I used to know |
| 9 oktober    | Gotye & Kimbra                   | Somebody that I used to know |
| 16 oktober   | Kelly Clarkson                   | Mr. Know it all              |
| 23 oktober   | LMFAO                            | Sexy and I know it           |
| 30 oktober   | LMFAO                            | Sexy and I know it           |
| 6 november   | LMFAO                            | Sexy and I know it           |
| 13 november  | LMFAO                            | Sexy and I know it           |
| 20 november  | LMFAO                            | Sexy and I know it           |
| 27 november  | LMFAO                            | Sexy and I know it           |
| 4 december   | Reece Mastin                     | Good night                   |
| 11 december  | Reece Mastin                     | Good night                   |
| 18 december  | LMFAO                            | Sexy and I know it           |
| 25 december  | Reece Mastin                     | Good night                   |